# Guetteur des Eaux
Le Guetteur des Eaux (Guetteur de l'Eau dans l'ancienne traduction, The Watcher in the Water en anglais) est une créature de fiction présente sur la Terre du Milieu dans le légendaire de J. R. R. Tolkien ; elle apparaît dans La Fraternité de l'anneau, le premier volume du Seigneur des anneaux. 
Le Guetteur est tapi dans l'étang qui borde les murs ouest de la principale cité des Nains, Khazad-dûm. Il attaque la          Fraternité de l'Anneau lorsqu'elle essaie d'y entrer. Il est découvert par la compagnie de Balin une trentaine d'années avant l'histoire de La Fraternité de l'anneau. Les sources d'inspiration de cette créature n'ont pas été explicitées par Tolkien, mais des écrivains l'ont comparée aux calmars des légendes comme le légendaire kraken, et certains l'ont rapprochée des dragons de Tolkien.

## Histoire
Tandis que la Communauté de l'Anneau avance en direction de la Montagne du Destin en vue de détruire l'Anneau unique créé par le Seigneur Sombre Sauron, Gandalf est forcé de choisir un chemin : au-dessus de la montagne du Caradhras en passant par la porte de Cornerouge, ou sous la montagne, par les mines de la Moria, qu'ils découvrent par la suite occupée par des Orques et un Balrog, en passant par la Porte de Dimrill. Aragorn insiste pour essayer d'abord de passer par les montagnes, mais les conditions météorologiques se révèlent trop sévères pour la Communauté. Bien que plusieurs membres s'y opposent, ils sont obligés de faire demi-tour et de passer par les mines.
La Compagnie repère l'entrée de la Moria : la Porte de Durin, située sur les berges du lac artificiel formé par l'un des barrages sur la Sirannon (le Ruisseau de la Porte). Les portes sont fermées, l'entrée requiert un mot de passe. La Communauté ne peut entrer, tant que Gandalf n'a pas répondu à l'énigme inscrite sur les portes. Sans que la Compagnie le sache, le Guetteur de l'Eau vit dans le lac devant l'entrée.
Boromir, ignorant qu'il va déranger la créature, jette un caillou dans l'eau. Frodon est attaqué alors que la Communauté s'apprête à entrer dans la Moria ; la créature attrape Frodon avec un long tentacule lumineux vert-pâle. Sam Gamegie fait reculer le tentacule en l'attaquant avec son épée, mais une vingtaine d'autres émergent de l'eau. La Compagnie se retire rapidement dans la Moria, tandis que les tentacules tapent sur l'énorme porte de pierre et déracinent les arbres qui l'encadraient. Les portes se referment, coinçant la Communauté dans les mines ; elle n'a plus d'autre solution que les traverser et sortir de l'autre côté par la Porte de Dimrill (le val de Ruisselombre). Ni Frodon ni Gandalf ne sont capables de dire s'il y avait une créature ou plusieurs. Comme le dit Gandalf : « Quelque chose est sorti ou a été chassé des eaux sombres sous les montagnes. Il est des choses plus vieilles et plus ignobles que les Orques dans les profondeurs du monde ». Gandalf note pour lui-même que le Guetteur a attaqué en priorité Frodon, le Porteur de l'Anneau.
Après avoir progressé dans les galeries, la Communauté découvre le livre de Mazarbul, une chronique écrite par Balin, qui leur fait découvrir la tentative et l'échec de la reconquête de la Moria par les Nains,. Dans le manuscrit, le scribe relate : « Nous ne pouvons sortir. Nous ne pouvons sortir. Ils ont pris le Pont et la deuxième salle. Frár et Lóni et Náli y sont tombés. […] L'étang monte jusqu'au mur de la Porte Ouest. Le Guetteur de l'Eau a pris Óin. Nous ne pouvons sortir. La fin approche, […] des tambours, des tambours dans les profondeurs. »

## Conception du personnage
On peut lire une version antérieure de la rencontre entre la Fraternité et le Guetteur dans The Return of the Shadow, le premier tome de The History of The Lord of the Rings, publié en anglais en 1988. L'épisode se trouve dans le chapitre « The Mines of Moria », futur chapitre publié « Un voyage dans le noir » (A Journey in the Dark) de La Fraternité de l'anneau. Le récit de Tolkien à ce moment est pratiquement le même que dans la version finale, hormis le nom des autres personnages ; sa sortie de l'eau, son apparence physique, ses capacités et la destruction de la Porte de l'Ouest sont déjà présents dans cette version initiale.

### Nom
Le nom « Guetteur des Eaux » (« Guetteur de l'Eau » dans l'ancienne traduction, The Watcher in the Water en anglais) est le seul nom donné par Tolkien dans Le Seigneur des anneaux et dans tous ses écrits, et il y fait plus souvent référence simplement par « le Guetteur » (The Watcher) dans le reste du roman : Gimli dit « Heureusement pour nous que l'étang avait baissé un peu, et que le Guetteur dormait du côté sud,. » Le nom est trouvé dans le livre de Mazarbul ; avant, il y est fait référence par des descriptions comme « cette horreur à la porte » (Gandalf).

## Critique et analyse
Bien que J. R. R. Tolkien n'ait jamais expliqué le passé de la créature, plusieurs auteurs ont fait des spéculations sur son identité et ses origines. Dans A Tolkien Bestiary, David Day considère que le Guetteur est un kraken ; cependant, il explique aussi qu'il y a des différences entre la créature du folklore scandinave et le monstre de Tolkien,.
Dans The Complete Tolkien Companion, J. E. A. Tyler (en) part du principe qu'il s'agit d'un « dragon froid » (cold-drakes), : « ces dragons se fient seulement à leur force et leur vitesse (la créature qui a attaqué le porteur de l'Anneau, près du lac de la Moria, peut avoir été l'un d'eux). » Un autre auteur le compare avec un calamar,.
L'essayiste Allison Harl (en) suggère que le Guetteur peut être un kraken créé et élevé par Morgoth à Utumno. Il pense aussi que le Guetteur des Eaux joue symboliquement le rôle de gardien de la Porte de Durin, empêchant les héros de pénétrer dans les mines ; cette théorie a été reprise par d'autres auteurs comme Joseph Campbell et Bill Moyers (en).
Les auteurs qui ont comparé Le Seigneur des anneaux avec l'histoire de la première trilogie cinématographique Star Wars de George Lucas rapprochent le Guetteur des Eaux du Dianoga, une créature ressemblant à une pieuvre avec un œil sur pédoncule, dont un représentant vivait dans les ordures de l'Étoile Noire où il tente de tuer Luke Skywalker, le héros de la trilogie, en l'attrapant avec ses tentacules.

## Représentation dans les adaptations
Le Guetteur des Eaux apparaît dans les deux adaptations cinématographiques du Seigneur des anneaux : la version animée de 1978 réalisée par Ralph Bakshi, et le premier volet de la trilogie de Peter Jackson, sortie entre 2001 et 2003. 
L'adaptation de Bakshi suit fidèlement la description du livre sur cette séquence, en ne montrant que les tentacules. Lorsque Sam libère Frodon de leur emprise, Boromir se précipite et frappe les tentacules pendant quelques secondes.
Dans l'adaptation de Peter Jackson, le Guetteur est représenté par un gigantesque calmar noir, avec une bouche béante et des rangées de dents acérées. La créature attrape également Frodon avec ses tentacules, et s'attaque après son sauvetage aux autres membres de la Communauté. Peter Jackson explique dans les commentaires que l'idée première était que Bill, le poney de Sam, soit entraîné sous l'eau.
Le jeu de figurines Le Seigneur des anneaux édité par Games Workshop, basé sur les films de Peter Jackson, donne à la créature le nom de « Gardien des Portes de Durin » (Guardian of the Doors of Durin),. En raison de la popularité de cette créature, d'autres objets dérivés ont été réalisés à la suite du film.
Le Guetteur fait sa première apparition vidéoludique dans J.R.R. Tolkien's The Lord of the Rings, Vol. I d'Interplay, en 1990, ainsi que dans La Communauté de l'anneau, et plusieurs autres jeux. Il est utilisé comme héros dans le jeu de stratégie La Bataille pour la Terre du Milieu II. Le Guetteur utilise des armes rares du Premier Âge dans l'extension Les Mines de la Moria du jeu de rôle multijoueur en ligne Le Seigneur des Anneaux Online, nécessitant des attaques à plus de douze pour être vaincu. Le Guetteur de l'Eau apparaît aussi dans le logo de démarrage de la franchise de jeux vidéo La Bataille pour la Terre du Milieu. Il a eu d'autres adaptations vidéoludiques.
John Howe en a réalisé une illustration.
Dans le film d'animation La Guerre des Rohirrim (2024), ce monstre avale un oliphant ce qui sauve l'héroïne Héra de la charge du pachyderme. L'apparence du guetteur reprend celle du film de Peter Jackson.